# Jeune France
Pour les articles homonymes, voir Jeune France (homonymie).
Jeune France est une association, créée sous l’égide du secrétariat général à la jeunesse du gouvernement de Vichy en décembre 1940, pour faire adhérer les jeunes à la Révolution nationale, à travers une politique culturelle de création et de diffusion. Infiltrée par les gaullistes, elle est dissoute à la demande du gouvernement en mars 1942.

## Historique
De 1880 à 1940, un réseau d'associations de gymnastes proches des patronages et présent dans plusieurs villes de province existait sous le nom de Jeune France.
En 1936, en plein Front populaire, quatre jeunes musiciens (Olivier Messiaen, André Jolivet, Daniel-Lesur et Yves Baudrier) fondent Jeune France, en hommage au mouvement romantique Jeunes-France que fréquenta Berlioz, et dans le droit fil du Groupe des Six et de l'École d'Arcueil : ils entendaient réintroduire de la spiritualité dans la musique. Ils donneront des concerts en juin 1936 et 1937 et en mai 1938 sous la direction de Roger Désormière.
Sous Vichy Jeune France reprend donc un nom déjà connu. Pensée par Emmanuel Mounier, l'association est initiée par le compositeur Pierre Schaeffer qui, travaillant au ministère de la santé et de la jeunesse, se voit confier la création de Radio-Jeunesse. 
Lancé le 15 août 1940, cet outil de communication moderne doit permettre d'influencer les jeunes et pour l'alimenter en contenu, l'association Jeune France est constituée. Cette association doit son nom au groupe musical des Jeune France auquel elle demande expressément la permission d'utiliser son titre. Plus largement, l'objectif de la Jeune France de 1940 était de porter la politique de rénovation culturelle promise par la Révolution nationale en cherchant à intéresser la jeunesse aux différentes formes d'art par la création d'équipements culturels et d'événements artistiques (représentations théâtrales, concerts, expositions…), et d'employer les artistes au chômage.
Dans l'esprit de Mounier, Jeune France devait permettre aux artistes de s'extraire de milieu parisien subventionné, pour se confronter aux valeurs traditionnelles et à la vérité du terroir.
Présidée par Alfred Cortot, plusieurs intellectuels et artistes y participèrent à Paris et à Lyon, autour du théâtre (André Clavé, Jean Vilar, Fernand Ledoux, Raymond Rouleau, Pierre Fresnay, Pierre Renoir, Loleh Bellon, Jean-Marie Serreau…), et de la peinture (Jean Bazaine, Jean Bertholle, Jean Le Moal, Alfred Manessier, …).
Selon Marc Fumaroli, Jeune France a participé à la première politique culturelle française moderne, et aurait fortement influencé l'intervention de l'État dans la culture, comme lors de la décentralisation théâtrale de la IVe République, et la création du Ministère de la Culture en 1959. Les artistes qui participèrent à Jeune France se sont souvent retrouvés très vite agir dans la Résistance, beaucoup utilisèrent brièvement l'occasion de Jeune France pour un projet plus personnel qu'ils trouveront à concrétiser dans les institutions de la IVe République (par ex la décentralisation théâtrale ou le développement des formations aux arts appliqués).

## Sources
- 100 ans d'associations en Languedoc-Roussillon : Un parcours dans le temps - 1939-45 Les années noires, DRAC Languedoc-Roussillon